# Microcharops rufoantennatus
Microcharops rufoantennatus là một loài tò vò trong họ Ichneumonidae.